# Selecció de bàsquet del Brasil

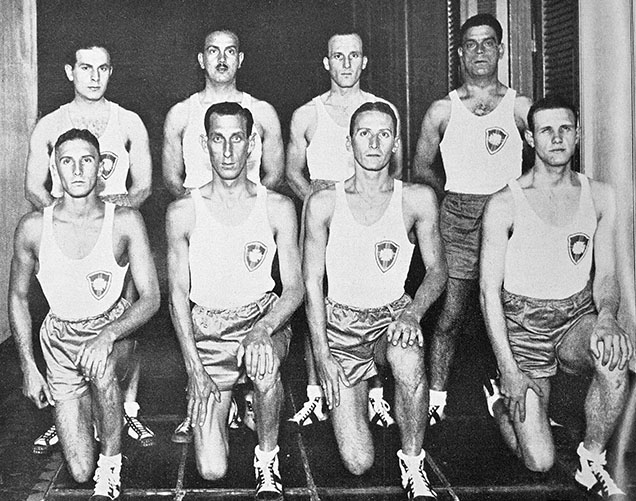
Equip del Brasil que competí al Campionat Sud-americà de 1934.

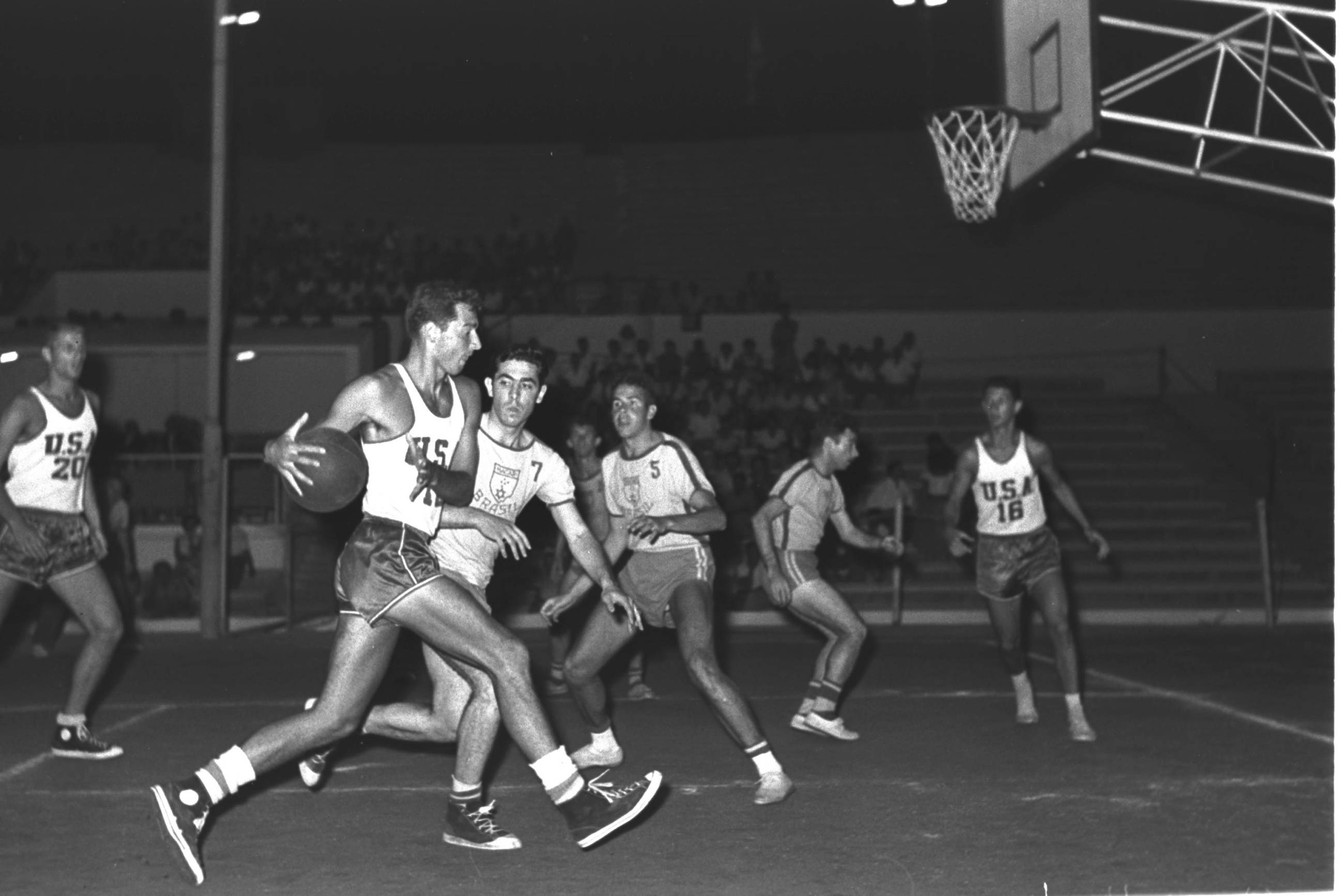
Brasil juga amb els Estats Units als Jocs Macabeus de 1957.

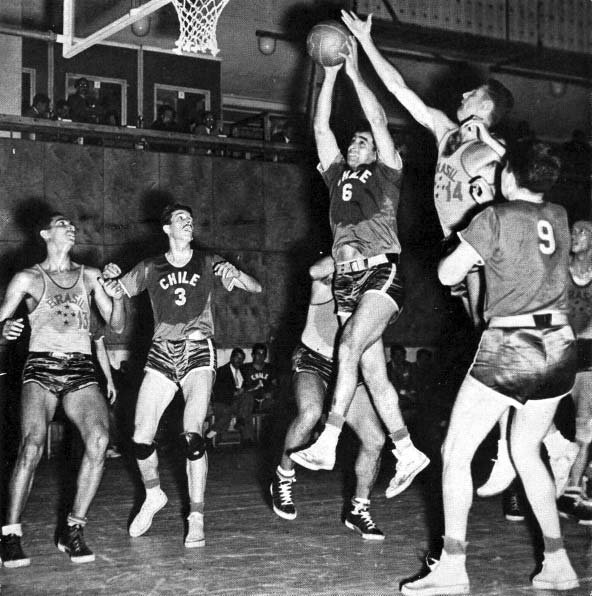
Brasil contra Xile als Jocs Olímpics de 1952.

La Selecció brasilera de bàsquet o Selecció de bàsquet del Brasil és l'equip format per jugadors de nacionalitat brasilera que representen la Confederació Brasilera de Bàsquet (CBB) a les competicions internacionals organitzades per la Federació Internacional de Bàsquet (FIBA) i el Comitè Olímpic Internacional (COI): els Jocs Olímpics, el Campionat mundial de Bàsquet i la FIBA AmeriCup. Pertany a la zona FIBA Amèrica.

## Classificacions

### Jocs Olímpics
- 1936 - 9
- 1948 -  3
- 1952 - 6
- 1956 - 6
- 1960 -  3
- 1964 -  3
- 1968 - 4
- 1972 - 7
- 1980 - 5
- 1984 - 9
- 1988 - 5
- 1992 - 5
- 1996 - 6
- 2012 - 5
- 2016 - 9

### Campionats mundials
- 1950 - 4
- 1954 -  2
- 1959 -  1
- 1963 -  1
- 1967 -  3
- 1970 -  2
- 1974 - 6
- 1978 -  3
- 1982 - 8
- 1986 - 4
- 1990 - 5
- 1994 - 11
- 1998 - 10
- 2002 - 8
- 2006 - 19
- 2010 - 9
- 2014 - 6
- 2019 - 13

### Campionats americans
- 1980 - 4
- 1984 -  1
- 1988 -  1
- 1989 -  3
- 1992 -  3
- 1993 - 4
- 1995 -  3
- 1997 -  3
- 1999 - 6
- 2001 -  2
- 2003 - 7
- 2005 -  1
- 2007 - 4
- 2009 -  1
- 2011 -  2
- 2013 - 9
- 2015 - 9
- 2017 - 10
- 2022 -  2

### Campionats sud-americans
- 1930 -  3
- 1934 -  3
- 1935 -  2
- 1937 -  3
- 1938 - 4
- 1939 -  1
- 1940 -  3
- 1941 - 5
- 1942 - 4
- 1945 -  1
- 1947 -  2
- 1949 -  2
- 1953 -  2
- 1955 -  3
- 1958 -  1
- 1960 -  1
- 1961 -  1
- 1963 -  1
- 1966 -  2
- 1968 -  1
- 1969 -  2
- 1971 -  1
- 1973 -  1
- 1976 -  2
- 1977 -  1
- 1979 -  2
- 1981 -  2
- 1983 -  1
- 1985 -  1
- 1987 -  3
- 1989 -  1
- 1991 -  2
- 1993 -  1
- 1995 -  3
- 1997 - 4
- 1999 -  1
- 2001 -  2
- 2003 -  1
- 2004 -  2
- 2006 -  1
- 2008 - 4
- 2010 -  1
- 2012 - 4
- 2014 -  3
- 2016 -  2

### Jocs Panamericans
- 1951 -  3
- 1955 -  3
- 1959 -  3
- 1963 -  2
- 1967 - 7
- 1971 -  1
- 1975 -  3
- 1979 -  3
- 1983 -  2
- 1987 -  1
- 1991 - 5
- 1995 -  3
- 1999 -  1
- 2003 -  1
- 2007 -  1
- 2011 - 5
- 2015 -  1

## Palmarès
| Competició            | Or | Plata                                                                             | Bronze                                                    |
| --------------------- | --- | --------------------------------------------------------------------------------- | --------------------------------------------------------- |
| Jocs Olímpics         | |                                                                                   | (3) 1948, 1960, 1964.                                     |
| Campionat del Món     | (2) 1959, 1963.                                                                                               | (2) 1954, 1970.                                                                   | (2) 1967, 1978.                                           |
| Jocs Panamericans     | (6) 1971, 1987, 1999, 2003, 2007, 2015.                                                                       | (2) 1963, 1983.                                                                   | (6) 1951, 1955, 1959, 1975, 1979, 1995.                   |
| Copa Amèrica          | (4) 1984, 1988, 2005, 2009.                                                                                   | (3) 2001, 2011, 2022.                                                             | (4) 1989, 1992, 1995, 1997.                               |
| Campionat Sud-Americà | (18) 1939, 1945, 1958,1960, 1961, 1963,1968, 1971, 1973,1977, 1983, 1985, 1989, 1993, 1999, 2003, 2006, 2010. | (13) 1935, 1947, 1949, 1953, 1966, 1969, 1976, 1979, 1981,1991, 2001, 2004, 2016. | (9) 1930, 1934, 1937, 1940, 1942, 1955, 1987, 1995, 2014. |

## Jugadors destacats
Font:
- Alfredo da Motta
- Zenny de Azevedo Algodão
- Amaury Pasos
- Wlamir Marques
- Edson Bispo dos Santos
- Waldemar Blatskauskas
- Jatyr Eduardo Schall
- Pecente Fonseca
- Carmo de Souza Rosa Branca
- Víctor Mirshauswka
- Carlos Domingos Massoni Mosquito
- Ubiratan Pereira Maciel Bira
- Luiz Cláudio Menon
- Hélio Rubens Garcia
- Oscar Schmidt
- Marcel de Souza
- Marquinhos Leite
- Milton Setrini Carioquinha
- Adilson Nascimento
- Maury de Souza
- Jorge Guerra Guerrinha
- Paulinho Villas Boas
- Gerson Victalino
- Israel Machado Andrade
- Rolando Ferreira
- Leandro Barbosa
- Nené Hilario
- Alex Garcia
- Anderson Varejão
- Marquinhos Vieira
- Marcelinho Machado
- Tiago Splitter
- Marcelinho Huertas
- Guilherme Giovannoni
- Raulzinho Neto
- João Paulo Batista
- Cristiano Felício
- Didi Louzada